# Staza Bahrain International
Staza Bahrain International (arp. حلبة البحرين الدولية) ili staza Sakhir je automobilistička staza u mjestu Sakhir u Bahreinu. Stazu je dizajnirao Hermann Tilke, a trenutno je domaćin Velike nagrade Bahreina i Velike nagrade Sakhira u Formuli 1. 

## Konfiguracija staze
Bahrain International je staza nastala usred pustinje, ali zato pruža sjajne uvjete za utrkivanje i suvremenu infrastrukturu. Dizajnirao ju je Hermann Tilke, ali joj zbog pustinjskog okruženja nedostaje posebnosti i autentičnosti. Zbog neizbježnih vrućina, publika mora biti smještena na nekoj od tribina zbog čega je mnogo dijelova pusto i tiho. Velike, asfaltirane izletne zone praštaju greške, dok je problem s pijeskom koji vjetar nanosi na stazu prisutan od početka, unatoč naporima organizatora da nanošenjem ljepila oko staze spriječe tu pojavu. Staza ima srednje downforce zahtjeve zbog tri duga pravca od kojih je najduža startno ciljna ravnina, gume se troše nešto više od prosjeka, a zbog visokih temperatura i pijeska opterećeni su i motori koji moraju biti opremljeni posebnim filterima zraka. Također, kočnice su uz Kanadu i Monzu najopterećenije u kalendaru. Tako su stabilnost bolida na kočenju i dobra trakcija u brojnim sporim zavojima najvažnije karakteristike prilikom podešavanja bolida.

## Vanjske poveznice
- Sakhir - Stats F1